# Düshorner See
Der Düshorner See ist ein Baggersee in Düshorn, einem Stadtteil von Walsrode, Landkreis Heidekreis, Niedersachsen. Der See liegt etwa 2 km außerhalb von Düshorn.

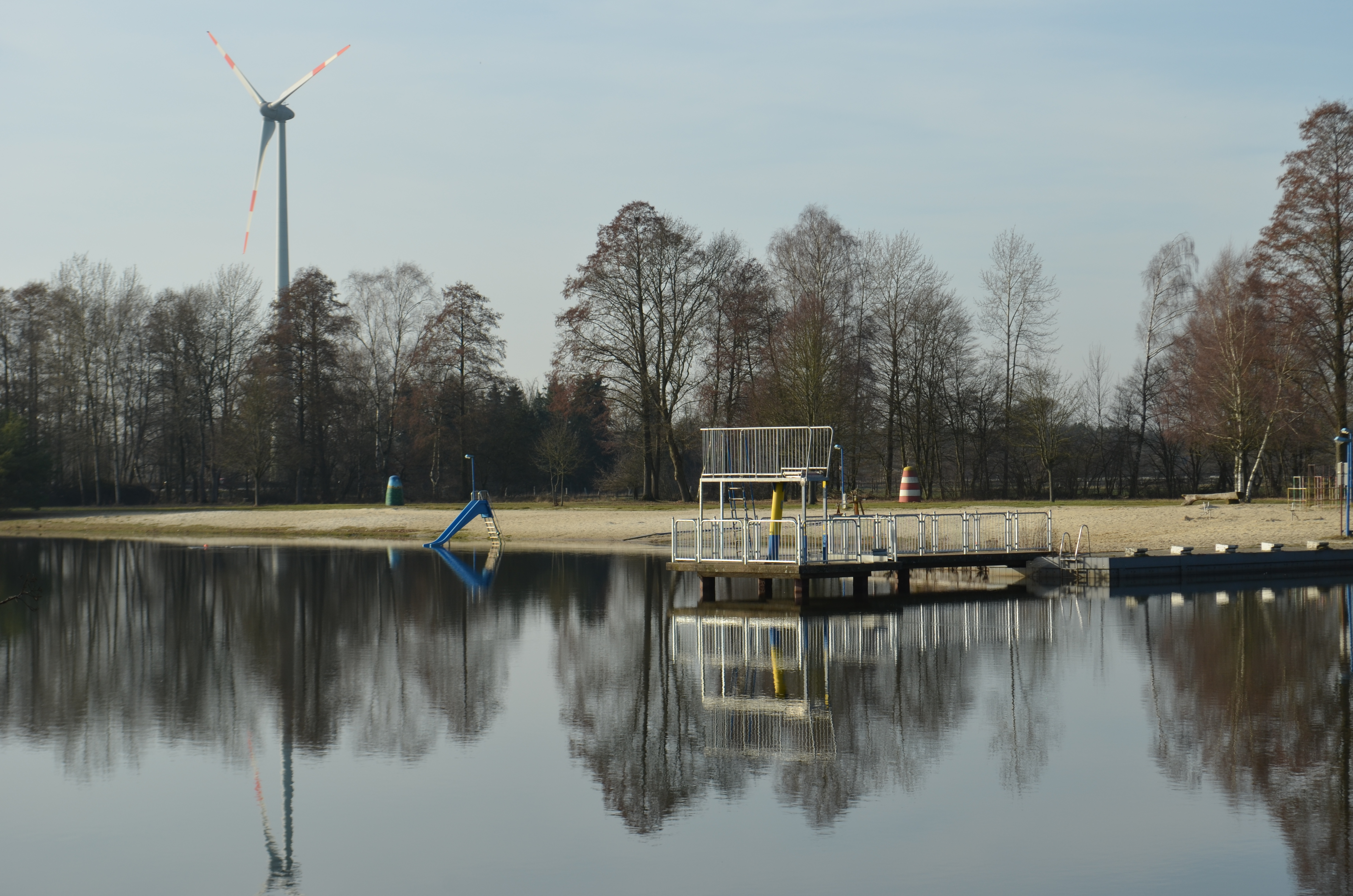
Blick auf den Badestrand

Der See entstand um 1960 im Zuge des Baus der Bundesautobahn 27. Am 20. Juli 1964 entschied der Rat, Mittel für den Bau eines Strandbades bereitzustellen. Das Strandbad wurde 1966 errichtet und mehrere Jahrzehnte betrieben, bis 2002 schließlich Pläne vorgestellt wurden, das Strandbad in ein Naturfreibad ohne Sprunganlagen und Duschen umzuwandeln.
2004 gründete sich der Trägerverein „Strandbad Düshorn e. V.“, der den Betrieb des Strandbades übernahm. Heute ist der See ein überwachtes Badegewässer, welches im Badegewässer-Atlas Niedersachsen des Niedersächsischen Landesgesundheitsamts unter dem Namen „Strandbad - Düshorn“ verzeichnet ist. Der Badebetrieb ist auf einer Breite von 30 m zugelassen. Am See befindet sich auch ein gastronomischer Betrieb.